# Interstate 55
Pour les articles homonymes, voir Route 55.
L'Interstate 55 (I-55) est une autoroute importante du centre des États-Unis. Comme pour la majorité des autoroutes primaires qui se terminent par 5, il s'agit d'une autoroute qui traverse le pays du sud au nord, reliant le Golfe du Mexique aux Grands Lacs. L'autoroute débute à LaPlace, Louisiane, à l'intersection avec l'I-10 et va jusqu'à Chicago, Illinois, à la jonction avec la US 41. Les villes importantes que l'I-55 rencontre sont (du sud au nord) La Nouvelle-Orléans, Louisiane; Jackson, Mississippi; Memphis, Tennessee; Saint-Louis, Missouri et Chicago, Illinois. Cette autoroute est la seule qui traverse deux fois le fleuve Mississippi, une première fois à Memphis puis à Saint-Louis.

## Description du tracé
|       | mi     | km       |
| ----- | ------ | -------- |
| LA    | 65,81  | 105,91   |
| MS    | 290,41 | 467,37   |
| TN    | 12,28  | 19,76    |
| AR    | 72,22  | 116,22   |
| MO    | 210,45 | 338,69   |
| IL    | 293,80 | 472,72   |
| Total | 964,25 | 1 551,81 |

### Louisiane
En Louisiane, l'I-55 parcourt environ 66 miles (106 km) du sud au nord, à partir de l'I-10 près de LaPlace (25 miles (40 km) à l'ouest de La Nouvelle-Orléans) jusqu'à la frontière du Mississippi près de Kentwood. Environ le tiers de la distance est constitué du Pont du marais de Manchac, une chaussée d'environ 23 miles (37 km), souvent considéré comme le troisième plus long viaduc du monde.

### Mississippi
Au Mississippi, l'I-55 parcourt 290,5 miles (467,5 km) depuis la frontière avec la Louisiane près d'Osyka jusqu'à Southaven sur la frontière du Tennessee, tout juste au sud de Memphis. Les villes importantes croisées par l'I-55 sont Brookhaven, McComb, Jackson et Grenada. L'autoroute est parallèle à la US 51 dans le centre de l'État. Les huit miles (13 km) entre Hernando et la frontière du Tennessee coïncident avec la nouvelle I-69.

### Tennessee
L'I-55 au Tennessee se trouve entièrement dans la ville de Memphis, passant par le sud et l'ouest de la ville. Elle permet d'éviter le centre-ville et de croiser le Mississippi. Le segment ouest de l'autoroute passe par une section très industrielle de Memphis. Elle compte plusieurs ponts avec une faible hauteur ainsi qu'une bretelle très serrée à 270 degrés pour atteindre le Crump Boulevard. Ce segment fera l'objet d'améliorations. Le trafic qui ne peut circuler dans ces conditions est dévié par l'I-240 et l'I-40.

### Arkansas

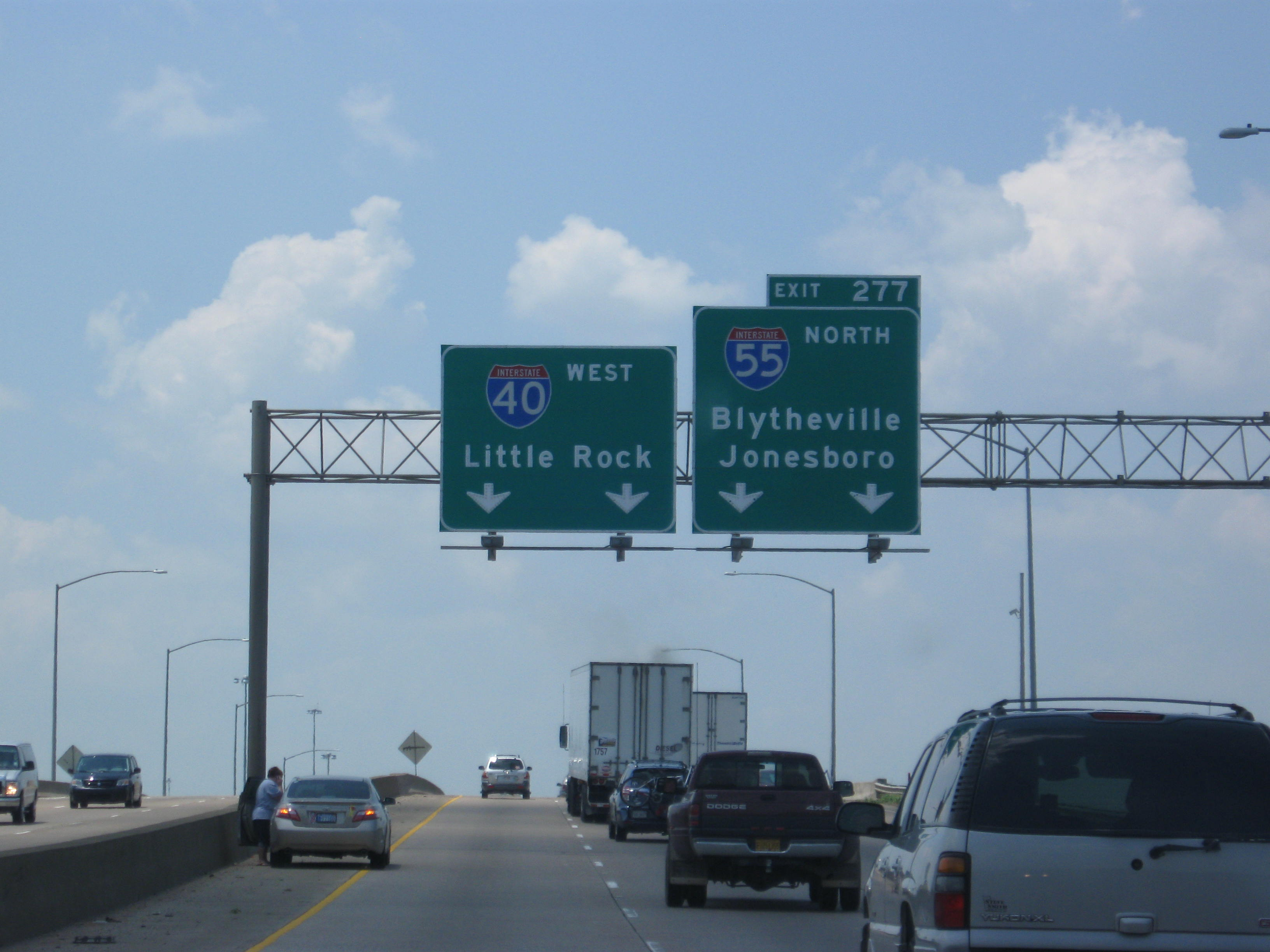
L'I-55 se sépare de l'I-40 à West Memphis et se dirige au nord vers Jonesboro et la frontière du Missouri.

L'I-55 entre en Arkansas depuis le Tennessee lorsqu'elle traverse le fleuve Mississippi. Elle forme un multiplex d'environ 2,8 miles (4,5 km) avec l'I-40 à West Memphis. Après s'être séparée de l'I-40, l'I-55 se dirige vers le nord et forme un multiplex avec la US 61 / US 63 / US 64 jusqu'à ce que cette dernière quitte le tracé. Le reste du multiplex continue vers le nord dans des régions agricoles. L'autoroute entre ensuite au Missouri.

### Missouri
Au Missouri, l'I-55 débute au sud-est de l'État, à la frontière avec l'Arkansas, jusqu'à Saint-Louis. Dans cette ville, l'I-44 et l'I-55 forment un multiplex et l'I-64 rejoint le tracé un peu plus loin afin de traverser le fleuve Mississippi et entrer en Illinois.
Parmi les villes desservies par l'I-55 au Missouri, il y a Sikeston, Cap Girardeau et Saint-Louis.

### Illinois

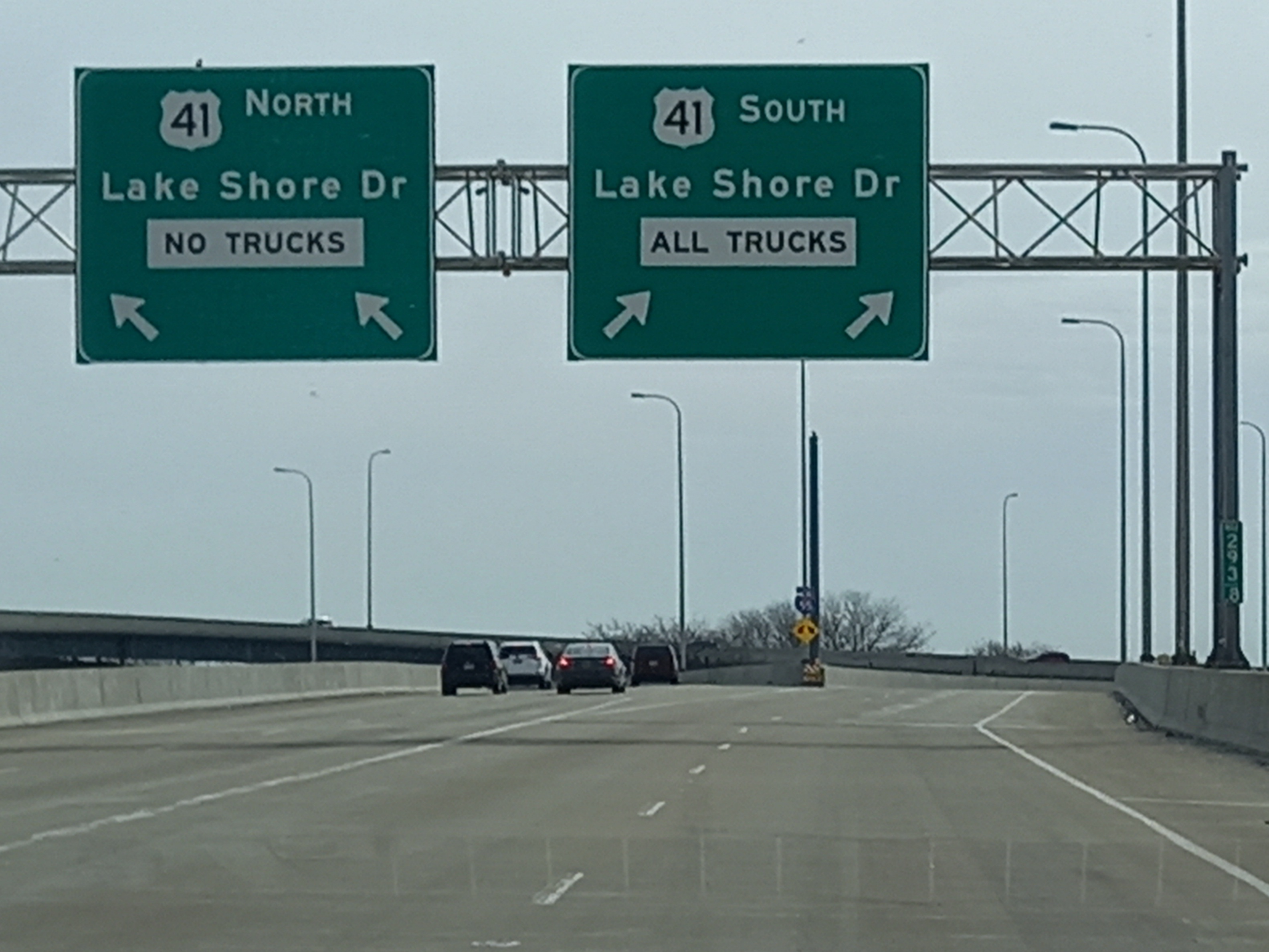
Terminus nord à la US 41 (Lake Shore Drive) à Chicago

En Illinois, l'I-55 suit le tracé de 1940 de l'ancienne US 66. Elle débute sur le pont reliant l'Illinois au Missouri à Saint-Louis et se termine à Chicago. Elle passe autour de la capitale de l'Illinois, Springfield, ainsi que dans la région métropolitaine de Bloomington–Normal.
En Illinois, l'I-55 porte plusieurs noms. Près de l'échangeur avec l'I-270 / I-70, elle est nommée Paul Simon Freeway, d'après l'ancien Sénateur Paul Simon. Plus au nord, entre la région de Saint-Louis et Springfield, l'I-55 se nomme Vince Demuzio Expressway pour l'ancien Sénateur de l'Illinois Vince Demuzio. Finalement, dans la région de Chicago entre l'échangeur avec l'I-80 près de Joliet et le terminus nord de l'I-55 à Chicago, l'autoroute se nomme la Adlai E. Stevenson Expressway en honneur à l'ancien gouverneur de l'Illinois, Adlai E. Stevenson. En juillet 2018, le segment entre l'I-294 et le mile 202 près de Pontiac a été renommé la Barack Obama Presidential Expressway.

## Liste des sorties

### Louisiane
| Interstate 55                             |              |       |        |                                                                        |                                                                        |                                                                                   |
| Paroisse                                  | Municipalité | mi    | km     | Sortie                                                                 | Intersections / Destinations                                           | Notes                                                                             |
| Saint-Jean-Baptiste                       | LaPlace      | 0,00  | 0,00   | Terminus sud du Pont du marais de Manchac                              | Terminus sud du Pont du marais de Manchac                              | Terminus sud du Pont du marais de Manchac                                         |
| Saint-Jean-Baptiste                       | LaPlace      | 0,00  | 0,00   |                                                                        | I-10 est – La Nouvelle-Orléans                                         | Terminus sud; sortie 210 de l'I-10                                                |
| Saint-Jean-Baptiste                       | Frenier      | 0,93  | 1,50   | 1                                                                      | US 51 vers I-10 – LaPlace, Baton Rouge                                 | Terminus sud du multiplex avec US 51; sortie direction sud, entrée direction nord |
| Saint-Jean-Baptiste                       | Ruddock (en) | 7,63  | 12,27  | 7                                                                      | Ruddock (en)                                                           |                                                                                   |
| Limite Saint-Jean-Baptiste–Tangipahoa     | Manchac      | 14,40 | 23,18  | Pont au-dessus de Pass Manchac                                         | Pont au-dessus de Pass Manchac                                         | Pont au-dessus de Pass Manchac                                                    |
| Tangipahoa                                | Manchac      | 15,29 | 24,61  | 15                                                                     | Manchac                                                                |                                                                                   |
| Tangipahoa                                |              | 22,98 | 36,99  | Terminus nord du Pont du marais de Manchac                             | Terminus nord du Pont du marais de Manchac                             | Terminus nord du Pont du marais de Manchac                                        |
| Tangipahoa                                |              | 23,13 | 37,22  | 22                                                                     | Frontage Road                                                          | Sortie direction sud, entrée direction nord                                       |
| Tangipahoa                                |              | 23,46 | 37,75  | 23                                                                     | US 51 Bus. – Ponchatoula                                               |                                                                                   |
| Tangipahoa                                | Ponchatoula  | 25,87 | 41,63  | 26                                                                     | LA 22 (en) – Ponchatoula, Springfield                                  |                                                                                   |
| Tangipahoa                                | Hammond      | 28,37 | 45,65  | 28                                                                     | US 51 nord – Hammond                                                   | Terminus nord du multiplex avec US 51                                             |
| Tangipahoa                                | Hammond      | 29,22 | 47,03  | 29                                                                     | I-12 – Slidell, Baton Rouge                                            | Indiqué sortie 29A (est) et 29B (ouest); sortie 38 de l'I-12                      |
| Tangipahoa                                | Hammond      | 31,20 | 50,20  | 31                                                                     | US 190 – Hammond, Albany                                               |                                                                                   |
| Tangipahoa                                |              | 32,16 | 51,75  | 32                                                                     | LA 3234 (en) (University Avenue) / Wardline Road                       |                                                                                   |
| Tangipahoa                                | Tickfaw      | 36,25 | 58,35  | 36                                                                     | LA 442 (en) – Tickfaw                                                  |                                                                                   |
| Tangipahoa                                | Independence | 40,83 | 65,71  | 40                                                                     | LA 40 (en) – Independence                                              |                                                                                   |
| Tangipahoa                                | Amite        | 46,79 | 75,30  | 46                                                                     | LA 16 (en) – Amite, Montpelier                                         |                                                                                   |
| Tangipahoa                                |              | 50,52 | 81,30  | 50                                                                     | LA 1048 (en) – Arcola, Roseland                                        |                                                                                   |
| Tangipahoa                                |              | 53,56 | 86,19  | 53                                                                     | LA 10 (en) – Fluker, Greensburg                                        |                                                                                   |
| Tangipahoa                                |              | 56,84 | 91,48  | 57                                                                     | LA 440 (en) – Tangipahoa                                               |                                                                                   |
| Tangipahoa                                | Kentwood     | 61,33 | 98,70  | 61                                                                     | LA 38 (en) – Kentwood, Liverpool                                       |                                                                                   |
| Tangipahoa                                |              | 64,74 | 104,19 | Centre d'accueil touristique de la Louisiane (direction sud seulement) | Centre d'accueil touristique de la Louisiane (direction sud seulement) | Centre d'accueil touristique de la Louisiane (direction sud seulement)            |
| Tangipahoa                                |              | 66,09 | 106,36 |                                                                        | I-55 nord – Jackson                                                    | Continue au Mississippi                                                           |
| - Terminus de multiplex - Accès incomplet |              |       |        |                                                                        |                                                                        |                                                                                   |

### Mississippi
| Interstate 55                             |              |        |        |        |                                                                       | |
| Comté                                     | Municipalité | mi     | km     | Sortie | Intersections / Destinations                                          | Notes |
| Pike                                      |              | 0,00   | 0,00   |        | I-55 sud – La Nouvelle-Orléans                                        | Continue en Louisiane                                                                                                |
| Pike                                      |              | 0,79   | 1,27   | 1      | MS 584 (en) – Osyka, Gillsburg                                        | |
| Pike                                      |              | 4,49   | 7,23   | 4      | Chatawa                                                               | |
| Pike                                      |              | 7,79   | 12,54  | 8      | MS 568 (en) – Gillsburg, Magnolia                                     | |
| Pike                                      |              | 10,24  | 16,48  | 10     | MS 48 (en) – Magnolia                                                 | |
| Pike                                      |              | 13,29  | 21,39  | 13     | Fernwood, Parc industriel                                             | |
| Pike                                      | McComb       | 15,44  | 24,85  | 15     | US 98 est / MS 24 (en) ouest – Tylertown, Liberty, McComb Sud         | Terminus sud du multiplex avec US 98                                                                                 |
| Pike                                      | McComb       | 17,30  | 27,84  | 17     | Delaware Avenue – Centre-ville                                        | |
| Pike                                      | McComb       | 18,13  | 29,18  | 18     | MS 570 (en) (Veterans Boulevard) – McComb Nord                        | |
| Pike                                      | Summit       | 20,13  | 32,40  | 20     | US 98 ouest – Natchez, Summit                                         | Terminus nord du multiplex avec US 98; indiqué sortie 20A (Summit) et 20B (US 98)                                    |
| Lincoln                                   |              | 24,31  | 39,12  | 24     | Lake Dixie Springs, Johnstons Station                                 | |
| Lincoln                                   |              | 29,52  | 47,51  | 30     | Bogue Chitto, Norfield                                                | |
| Lincoln                                   |              | 37,66  | 60,61  | 38     | US 84 – Brookhaven, Natchez                                           | |
| Lincoln                                   | Brookhaven   | 40,22  | 64,73  | 40     | Brookway Boulevard vers MS 550 (en) – Centre-ville                    | |
| Lincoln                                   |              | 42,14  | 67,82  | 42     | Brookhaven Nord                                                       | |
| Lincoln                                   |              | 48,25  | 77,65  | 48     | Mount Zion Road                                                       | |
| Copiah                                    |              | 51,27  | 82,51  | 51     | Wesson                                                                | |
| Copiah                                    |              | 56,27  | 90,56  | 56     | Martinsville                                                          | |
| Copiah                                    |              | 58,67  | 94,42  | 59     | Hazlehurst                                                            | |
| Copiah                                    |              | 61,00  | 98,17  | 61     | MS 28 (en) – Hazlehurst, Fayette                                      | |
| Copiah                                    |              | 64,67  | 104,08 | 65     | Gallman                                                               | |
| Copiah                                    |              | 67,95  | 109,35 | 68     | Crystal Springs Sud                                                   | |
| Copiah                                    |              | 71,26  | 114,68 | 72     | US 51 sud / MS 27 (en) – Crystal Springs Nord, Utica                  | Terminus sud du multiplex avec US 51                                                                                 |
| Hinds                                     | Terry        | 78,23  | 125,90 | 78     | Terry                                                                 | |
| Hinds                                     |              | 80,58  | 129,68 | 81     | Wynndale Road                                                         | |
| Hinds                                     |              | 84,53  | 136,04 | 85     | Byram                                                                 | |
| Hinds                                     | Jackson      | 87,71  | 141,16 | 88     | Elton Road                                                            | |
| Hinds                                     | Jackson      | 89,29  | 143,70 | 90A    | Savanna Street                                                        | |
| Hinds                                     | Jackson      | 90,02  | 144,87 | 90B    | Daniel Lake Boulevard                                                 | Sortie direction sud, entrée direction nord                                                                          |
| Hinds                                     | Jackson      | 91,14  | 146,68 | 92A    | McDowell Road                                                         | |
| Hinds                                     | Jackson      | 91,35  | 147,01 | 92B    | US 51 nord (State Street) / Gallatin Street                           | Terminus nord du multiplex avec US 51; sortie direction nord, entrée direction sud                                   |
| Hinds                                     | Jackson      | 91,57  | 147,37 | 92C    | I-20 ouest / US 49 nord / Terry Road – Vicksburg, Monroe              | Terminus sud du multiplex avec I-20 / US 49; sortie direction nord, entrée direction sud; sortie 46 de l'I-20 est    |
| Hinds                                     | Jackson      | 92,52  | 148,90 | 45A    | Gallatin Street                                                       | Sortie direction nord via sortie 45                                                                                  |
| Hinds                                     | Jackson      | 92,90  | 149,51 | 45B    | US 51 nord (State Street)                                             | Indiqué sortie 45 en direction nord                                                                                  |
| Rankin                                    | Flowood      | 93,56  | 150,57 | 94     | I-20 est / US 49 sud – Meridian                                       | Terminus nord du multiplex avec I-20 / US 49; sortie direction nord, entrée direction sud; sortie 44 de l'I-20 ouest |
| Hinds                                     | Jackson      | 95,21  | 153,23 | 96A    | Pearl Street-Telcom Center, Convention Complex                        | |
| Hinds                                     | Jackson      | 95,52  | 153,72 | 96B    | High Street – Capitole d'État                                         | |
| Hinds                                     | Jackson      | 96,05  | 154,58 | 96C    | Fortification Street                                                  | |
| Hinds                                     | Jackson      | 97,28  | 156,56 | 98A    | Woodrow Wilson Avenue                                                 | |
| Hinds                                     | Jackson      | 97,85  | 157,47 | 98B    | MS 25 (en) nord (Lakeland Drive) – Carthage                           | |
| Hinds                                     | Jackson      | 98,98  | 159,29 | 99     | Meadowbrook Road                                                      | Sortie direction sud via sortie 100                                                                                  |
| Hinds                                     | Jackson      | 99,51  | 160,15 | 100    | Northside Drive                                                       | |
| Hinds                                     | Jackson      | 101,24 | 162,93 | 102A   | Briarwood Drive                                                       | Sortie direction nord, entrée direction sud                                                                          |
| Hinds                                     | Jackson      | 101,59 | 163,49 | 102B   | Beasley Road / Adkins Boulevard                                       | Indiqué sortie 102 direction sud                                                                                     |
| Hinds                                     | Jackson      | 102,58 | 165,09 | 103    | County Line Road – Ridgeland                                          | |
| Madison                                   | Ridgeland    | 103,51 | 166,58 | 104    | I-220 sud – Jackson Ouest                                             | |
| Madison                                   | Ridgeland    | 104,62 | 168,37 | 105A   | Natchez Trace Parkway                                                 | |
| Madison                                   | Ridgeland    | 104,79 | 168,64 | 105B‑C | Jackson Avenue / Old Agency Road – Ridgeland                          | Indiqué sortie 105B et 105C en direction nord                                                                        |
| Madison                                   |              | 106,68 | 171,68 | 107    | Colony Park Boulevard / Madison Avenue                                | |
| Madison                                   |              | 107,66 | 173,26 | 108    | MS 463 (en) – Madison                                                 | |
| Madison                                   |              | 111,59 | 179,59 | 112    | Gluckstadt                                                            | |
| Madison                                   |              | 113,27 | 182,29 | 114    | Sowell Road                                                           | Indiqué sortie 114A (est) et 114B (ouest) en direction sud                                                           |
| Madison                                   |              | 116,82 | 188,00 | 118    | MS 16 (en) est / Nissan Parkway                                       | Terminus sud du multiplex avec MS 16; indiqué sortie 118A (est) et 118B (ouest)                                      |
| Madison                                   | Canton       | 118,15 | 190,14 | 119    | MS 22 (en) – Canton, Flora                                            | |
| Madison                                   |              | 123,51 | 198,77 | 124    | MS 16 (en) ouest – Canton Nord, Yazoo City                            | Terminus nord du multiplex avec MS 16                                                                                |
| Yazoo                                     |              | 132,56 | 213,33 | 133    | Vaughan                                                               | |
| Yazoo                                     |              | 138,14 | 222,31 | 139    | MS 432 (en) – Pickens, Yazoo City, Benton                             | |
| Holmes                                    |              | 143,17 | 230,41 | 144    | MS 17 (en) – Pickens, Lexington                                       | |
| Holmes                                    |              | 145,74 | 234,55 | 146    | MS 14 (en) – Goodman, Ebenezer                                        | |
| Holmes                                    |              | 149,37 | 240,39 | 150    | Holmes County State Park                                              | |
| Holmes                                    |              | 155,41 | 250,11 | 156    | MS 12 (en) – Durant, Lexington                                        | |
| Holmes                                    |              | 163,85 | 263,69 | 164    | West                                                                  | |
| Carroll                                   | Vaiden       | 173,64 | 279,45 | 174    | MS 35 (en) / MS 430 (en) – Vaiden, Carrollton                         | |
| Montgomery                                | Winona       | 184,07 | 296,23 | 185    | US 82 – Winona, Greenwood                                             | |
| Carroll                                   |              | 194,56 | 313,11 | 195    | MS 404 – Duck Hill                                                    | |
| Grenada                                   |              | 198,10 | 318,81 | 199    | Nat G. Trout Road – Grenada Sud                                       | |
| Grenada                                   | Grenada      | 205,45 | 330,64 | 206    | MS 7 (en) sud / MS 8 (en) – Grenada, Greenwood                        | Terminus sud du multiplex avec MS 7                                                                                  |
| Grenada                                   | Grenada      | 207,37 | 333,73 | 208    | Paper Mill Road – Grenada Nord                                        | |
| Grenada                                   |              | 210,77 | 339,20 | 211    | MS 7 (en) nord / MS 333 Scenic (en) – Coffeeville                     | Terminus nord du multiplex avec MS 7                                                                                 |
| Yalobusha                                 |              | 219,43 | 353,14 | 220    | MS 330 (en) (Tillatoba Road) – Coffeeville                            | |
| Yalobusha                                 |              | 225,98 | 363,68 | 227    | MS 32 (en) – Oakland, Water Valley                                    | |
| Yalobusha                                 |              | 231,72 | 372,92 | 233    | MS 32 Scenic (en) – Enid                                              | |
| Panola                                    |              | 236,48 | 380,58 | 237    | Pope, Courtland                                                       | |
| Panola                                    | Batesville   | 242,30 | 389,94 | 243    | US 278 / MS 6 (en) – Oxford, Batesville                               | |
| Panola                                    | Batesville   | 245,15 | 394,53 | 246    | MS 35 (en) / MS 315 Scenic (en) – Batesville Nord                     | |
| Panola                                    | Sardis       | 251,18 | 404,24 | 252    | MS 315 (en) / MS 315 Scenic (en) – Sardis, Sardis Dam                 | |
| Panola                                    |              | 256,43 | 412,68 | 257    | MS 310 (en) – Como                                                    | |
| Tate                                      | Senatobia    | 262,00 | 421,65 | 263    | MS 740 (en) – Senatobia Sud                                           | |
| Tate                                      | Senatobia    | 264,19 | 425,17 | 265    | MS 4 (en) – Holly Springs, Senatobia                                  | |
| Tate                                      | Coldwater    | 269,86 | 434,30 | 271    | MS 306 (en) – Independence, Coldwater                                 | |
| DeSoto                                    | Hernando     | 278,50 | 448,20 | 280    | MS 304 Scenic (en) ouest (Commerce Street) – Hernando, Arkabutla Lake | |
| DeSoto                                    | Hernando     | 281,24 | 452,61 | 283    | I-69 sud / MS 304 (en) ouest / I-269 est – Tunica, Casinos            | Terminus sud du multiplex avec I-69; terminus ouest de l'I-269                                                       |
| DeSoto                                    | Hernando     | 282,74 | 455,03 | 284    | Nesbit Road / Pleasant Hill Road –Hernando Nord                       | |
| DeSoto                                    | Southaven    | 286,22 | 460,63 | 287    | Church Road – Southaven, Horn Lake                                    | |
| DeSoto                                    | Southaven    | 288,26 | 463,91 | 289    | MS 302 (en) (Goodman Road) – Southaven, Horn Lake, Olive Branch       | |
| DeSoto                                    | Southaven    | 290,29 | 467,18 | 291    | Southaven                                                             | |
| DeSoto                                    | Southaven    | 290,29 | 467,18 |        | I-55 nord / I-69 nord – Memphis                                       | Continue au Tennessee                                                                                                |
| - Terminus de multiplex - Accès incomplet |              |        |        |        |                                                                       | |

### Tennessee
| Interstate 55                             |                    |       |       |        |                                                                                                   |                                                                              |
| Comté                                     | Municipalité       | mi    | km    | Sortie | Intersections / Destinations                                                                      | Notes                                                                        |
| Shelby                                    | Memphis            | 0,00  | 0,00  |        | I-55 sud / I-69 sud – Jackson                                                                     | Continue au Mississippi                                                      |
| Shelby                                    | Memphis            | 0,00  | 0,00  | 291    | Southaven                                                                                         |                                                                              |
| Shelby                                    | Memphis            | 1,50  | 2,40  | 2      | SR 175 (en) (Shelby Drive) – Whitehaven, Capleville                                               | Indiqué sortie 2A (est) et 2B (ouest) en direction sud                       |
| Shelby                                    | Memphis            | 4,40  | 7,10  | 5      | US 51 (Elvis Presley Boulevard) / Brooks Road – Graceland                                         | Indiqué sortie 5A (Brooks Road) et 5B (US 51 sud) en direction sud           |
| Shelby                                    | Memphis            | 5,50  | 8,90  | 6      | I-240 – Nashville, Little Rock, Aéroport international de Memphis                                 | Terminus nord du multiplex avec I-69; sortie 25 de l'I-240                   |
| Shelby                                    | Memphis            | 7,50  | 12,10 | 7      | US 61 (3rd Street) – Vicksburg                                                                    | Pas d'accès depuis US 61 sud vers I-55 nord ni de l'I-55 sud vers US 61 nord |
| Shelby                                    | Memphis            | 8,20  | 13,20 | 8      | Horn Lake Road                                                                                    | Sortie direction sud, entrée direction nord                                  |
| Shelby                                    | Memphis            | 8,90  | 14,30 | 9      | Mallory Avenue                                                                                    |                                                                              |
| Shelby                                    | Memphis            | 10,40 | 16,70 | 10     | South Parkway                                                                                     |                                                                              |
| Shelby                                    | Memphis            | 11,00 | 17,70 | 11     | McLemore Avenue – President's Island                                                              |                                                                              |
| Shelby                                    | Memphis            | 11,70 | 18,80 | 12A    | US 61 sud / US 64 / US 70 / US 79 / SR 1 (en) / Crump Boulevard est                               | Terminus sud du multiplex avec US 61 / US 64 / US 70 / US 79 / SR 1          |
| Shelby                                    | Memphis            | 11,90 | 19,20 | 12B    | Riverside Drive – Centre-ville                                                                    | Sortie et entrée direction sud                                               |
| Shelby                                    | Memphis            | 12,20 | 19,60 | 12C    | Metal Museum Drive                                                                                |                                                                              |
| Fleuve Mississippi                        | Fleuve Mississippi | 12,60 | 20,30 |        | I-55 nord / US 61 nord / US 64 / US 70 ouest / US 79 sud – West Memphis, Saint-Louis, Little Rock | Continue en Arkansas                                                         |
| - Terminus de multiplex - Accès incomplet |                    |       |       |        |                                                                                                   |                                                                              |

### Arkansas
| Interstate 55                             |                    |       |        |        |                                                                          | |
| Comté                                     | Municipalité       | mi    | km     | Sortie | Intersections / Destinations                                             | Notes |
| Fleuve Mississippi                        | Fleuve Mississippi | 0,00  | 0,00   |        | I-55 sud / US 61 sud / US 64 / US 70 est / US 79 nord – Memphis, Jackson | Continue au Tennessee |
| Crittenden                                | West Memphis       | 1,07  | 1,72   | 1      | Bridgeport Road                                                          | |
| Crittenden                                | West Memphis       | 2,83  | 4,56   | 3A     | AR 131 (en) (Mound City Road)                                            | Sortie direction nord seulement |
| Crittenden                                | West Memphis       | 3,10  | 4,99   | 3B     | US 70 ouest (Broadway Boulevard) – West Memphis                          | Terminus nord du multiplex avec US 70; sortie direction nord, entrée direction sud |
| Crittenden                                | West Memphis       | 3,60  | 5,80   | 4      | Martin Luther King Jr. Drive, Southland Drive vers I-40 est – Memphis    | |
| Crittenden                                | West Memphis       | 4,77  | 7,67   |        | I-40 est – Memphis, Nashville                                            | Terminus sud du multiplex avec I-40; sortie direction sud, entrée direction nord; sortie 279B de l'I-40                                                                                                  |
| Crittenden                                | West Memphis       | 4,77  | 7,67   | 5      | Ingram Boulevard                                                         | Indiqué sortie 279A en direction sud |
| Crittenden                                | West Memphis       | 5,25  | 8,44   | 278    | AR 77 (en) (Missouri Street) / AR 191 (en) nord (7th Street)             | Le numéro de sortie est celui de l'I-40; AR 77 indiqué en direction nord seulement |
| Crittenden                                | West Memphis       | 7,09  | 11,41  |        | I-40 ouest / US 79 sud – Little Rock, Forrest City                       | Terminus nord du multiplex avec I-40 / US 79; sortie direction nord, entrée direction sud; sortie 277 de l'I-40 est                                                                                      |
| Crittenden                                | West Memphis       | 7,29  | 11,73  | 7      | AR 77 (en) (Missouri Street)                                             | Sortie direction sud, entrée direction nord |
| Crittenden                                | West Memphis       | 7,51  | 12,09  | 8      | I-40 ouest / US 79 sud – Little Rock                                     | Sortie direction sud, entrée direction nord; indiqué sortie 277 en direction nord |
| Crittenden                                | Marion             | 9,82  | 15,80  | 10     | US 64 ouest – Marion, Sunset, Wynne                                      | Terminus nord du multiplex avec US 64 |
| Crittenden                                |                    | 13,55 | 21,81  | 14     | CR 4 – Jericho                                                           | |
| Crittenden                                |                    | 16,83 | 27,08  | 17     | AR 50 (en) – Clarkedale                                                  | |
| Crittenden                                |                    | 21,22 | 34,15  | 21     | AR 42 (en) – Turrell                                                     | |
| Crittenden                                | Turrell            | 23,19 | 37,32  | 23     | I-555 nord / US 61 nord / AR 77 (en) – Marked Tree, Jonesboro, Turrell   | Terminus nord du multiplex avec US 61; indiqué sortie 23A (I-555 / AR 77 nord) et 23B (US 61 nord / AR 77 sud) en direction sud; pas d'entrée en direction sud depuis AR 77 nord; sortie 1A-B de l'I-555 |
| Mississippi                               |                    | 33,25 | 53,51  | 34     | AR 118 (en) / AR 297 (en) sud – Joiner, Tyronza                          | |
| Mississippi                               |                    | 35,28 | 56,78  | 36     | AR 181 (en) – Bassett, Wilson                                            | |
| Mississippi                               |                    | 41,10 | 66,14  | 41     | AR 14 (en) – Lepanto, Marie                                              | |
| Mississippi                               |                    | 43,62 | 70,20  | 44     | AR 181 (en) – Keiser, Wilson                                             | |
| Mississippi                               |                    | 48,04 | 77,31  | 48     | AR 140 (en) – Osceola, Etowah                                            | |
| Mississippi                               |                    | 52,62 | 84,68  | 53     | AR 158 (en) – Victoria, Luxora                                           | |
| Mississippi                               |                    | 57,18 | 92,02  | 57     | AR 148 (en) – Burdette, Wilson Junction                                  | |
| Mississippi                               | Blytheville        | 63,05 | 101,47 | 63     | US 61 vers AR 312 (en) ouest – Blytheville, Dell                         | |
| Mississippi                               | Blytheville        | 67,08 | 107,95 | 67     | AR 18 (en) / AR 151 (en) – Blytheville, Armora                           | |
| Mississippi                               |                    | 71,06 | 114,36 | 71     | AR 150 (en) – Yarbro, Gosnell                                            | |
| Mississippi                               |                    | 71,97 | 115,82 | 72     | State Line Road                                                          | Sortie et entrée direction nord |
| Mississippi                               |                    | 71,97 | 115,82 |        | I-55 nord – Saint-Louis, Chicago                                         | Continue au Missouri |
| - Terminus de multiplex - Accès incomplet |                    |       |        |        |                                                                          | |

### Missouri
| Interstate 55                             |               |        |        |        | | |
| Comté                                     | Municipalité  | mi     | km     | Sortie | Intersections / Destinations                                                                       | Notes |
| Pemiscot                                  |               | 0,00   | 0,00   |        | I-55 sud – Memphis                                                                                 | Continue en Arkansas |
| Pemiscot                                  |               | 1,13   | 1,82   | 1      | Route O vers US 61 – Holland                                                                       | |
| Pemiscot                                  |               | 4,49   | 7,22   | 4      | Route E – Cooter, Holland                                                                          | |
| Pemiscot                                  |               | 7,98   | 12,84  | 8      | US 61 sud / Route 164 (en) / Great River Road (en) – Steele, Cottonwood Point                      | Terminus sud du multiplex avec US 61 |
| Pemiscot                                  |               | 14,48  | 23,31  | 14     | Route U / Route H / Route J – Caruthersville, Braggadocio                                          | |
| Pemiscot                                  |               | 17,64  | 28,40  | 17     | I-155 est / US 412 – Caruthersville, Dyersburg, Hayti, Kennett                                     | Indiqué sortie 17A (est) et 17B (ouest); sortie 1A-B de l'I-155                                                                                                |
| Pemiscot                                  | Hayti         | 19,07  | 30,70  | 19     | Route 84 (en) – Hayti, Caruthersville                                                              | |
| Pemiscot                                  |               | 27,61  | 44,43  | 27     | Route A / Route K / Route BB – Wardell, Homestown                                                  | |
| New Madrid                                | Portageville  | 32,91  | 52,96  | 32     | US 61 nord / Route 162 (en) / Great River Road (en) – Portageville, Gideon                         | Terminus nord du multiplex avec US 61 |
| New Madrid                                | Marston       | 40,98  | 65,96  | 40     | Route EE (St. Jude Road) – Marston                                                                 | |
| New Madrid                                | New Madrid    | 44,91  | 72,28  | 44     | I-55 BL nord / US 61 / US 62 – New Madrid, Howardville                                             | |
| New Madrid                                |               | 49,64  | 79,88  | 49     | I-55 BL sud / US 61 / US 62 – New Madrid, Kewanee                                                  | |
| New Madrid                                |               | 52,17  | 83,95  | 52     | Route P – Kewanee, Bernie                                                                          | |
| New Madrid                                |               | 58,22  | 93,70  | 58     | Route 80 (en) – Matthews, East Prairie                                                             | |
| Scott                                     | Sikeston      | 66,18  | 106,50 | 66     | I-57 nord / US 60 – Dexter, Poplar Bluff, Chicago                                                  | |
| Scott                                     | Sikeston      | 67,49  | 108,61 | 67     | US 62 – Sikeston, Bertrand                                                                         | |
| Scott                                     | Sikeston      | 69,40  | 111,66 | 69     | Route HH – Miner, Sikeston                                                                         | |
| Scott                                     |               | 80,96  | 130,29 | 80     | Route 77 (en) – Benton, Diehlstadt                                                                 | |
| Scott                                     | Kelso         | 87,00  | 140,00 | 87     | Route PP – Kelso, Commerce                                                                         | |
| Scott                                     | Scott City    | 89,72  | 144,39 | 89     | US 61 sud / Route M / Route K / Great River Road (en) – Scott City, Chaffee                        | Terminus sud du multiplex avec US 61 |
| Scott                                     | Scott City    | 91,81  | 147,76 | 91     | Route AB – Aéroport régional de Cap Girardeau                                                      | |
| Cap Girardeau                             | Cap Girardeau | 93,50  | 150,48 | 93     | I-55 BL nord / US 61 nord / Route 74 (en) ouest / Great River Road (en) – Dutchtown, Cap Girardeau | Terminus nord du multiplex avec US 61; terminus sud du multiplex avec Route 74; indiqué sortie 93A (ouest) et 93B (nord) en direction nord                     |
| Cap Girardeau                             | Cap Girardeau | 95,25  | 153,28 | 95     | Route 74 (en) est vers IL 146 (en) – Cap Girardeau                                                 | Terminus nord du multiplex avec Route 74 |
| Cap Girardeau                             | Cap Girardeau | 96,46  | 155,24 | 96     | Route K – Cap Girardeau, Gordonville                                                               | |
| Cap Girardeau                             | Cap Girardeau | 99,86  | 160,71 | 99     | I-55 BL sud / US 61 / Route 34 (en) – Cap Girardeau, Jackson                                       | |
| Cap Girardeau                             |               | 102,30 | 164,64 | 102    | East Main Street, LaSalle Avenue                                                                   | |
| Cap Girardeau                             |               | 105,76 | 170,20 | 105    | I-55 BL / US 61 – Fruitland, Jackson                                                               | |
| Cap Girardeau                             |               | 111,29 | 171,11 | 111    | Route E – Oak Ridge, Pocahontas                                                                    | |
| Cap Girardeau                             |               | 118,05 | 189,98 | 117    | Route KK – Old Appleton, Arnsberg                                                                  | |
| Perry                                     |               | 124,04 | 199,62 | 123    | Route B – Biehle                                                                                   | |
| Perry                                     | Perryville    | 129,87 | 209,00 | 129    | Route 51 (en) – Perryville, Marble Hill                                                            | |
| Perry                                     |               | 135,59 | 218,21 | 135    | Route M – Brewer                                                                                   | |
| Sainte-Geneviève                          |               | 141,21 | 227,26 | 141    | Route Z – St. Mary                                                                                 | |
| Sainte-Geneviève                          |               | 143,82 | 231,45 | 143    | Route N / Route J / Route M – Ozora                                                                | |
| Sainte-Geneviève                          |               | 150,41 | 242,06 | 150    | Route 32 (en) /Route B / Route A – Sainte-Genevieve, Farmington                                    | |
| Sainte-Geneviève                          |               | 154,98 | 249,42 | 154    | Route O – Sainte-Genevieve, Rocky Ridge                                                            | |
| Sainte-Geneviève                          |               | 157,79 | 253,93 | 157    | Route Y – Bloomsdale                                                                               | |
| Sainte-Geneviève                          |               | 162,12 | 260,91 | 162    | Route DD / Route OO                                                                                | |
| Jefferson                                 |               | 165,26 | 265,97 | 165    | Route TT                                                                                           | Sortie direction sud, entrée direction nord |
| Jefferson                                 |               | 171,09 | 275,34 | 170    | US 61 – Selma                                                                                      | |
| Jefferson                                 | Crystal City  | 174,47 | 280,78 | 174    | I-55 BL nord / US 67 vers US 61 – Crystal City, Farmington, Bonne Terre                            | Indiqué sortie 174A (nord) et 174B (sud) |
| Jefferson                                 | Festus        | 175,84 | 282,99 | 175    | Route A – Hillsboro, Festus                                                                        | |
| Jefferson                                 | Herculaneum   | 178,74 | 287,66 | 178    | I-55 BL sud (McNutt Street) – Herculaneum                                                          | |
| Jefferson                                 | Pevely        | 180,96 | 291,22 | 180    | Route Z – Pevely                                                                                   | |
| Jefferson                                 | Barnhart      | 185,27 | 298,17 | 185    | Route M – Barnhart, Antonia                                                                        | |
| Jefferson                                 | Imperial      | 186,89 | 300,77 | 186    | Imperial Main Street                                                                               | |
| Jefferson                                 | Arnold        | 190,19 | 306,08 | 190    | Richardson Road                                                                                    | |
| Jefferson                                 | Arnold        | 192,09 | 309,13 | 191    | Route 141 (en) / – Arnold, Fenton                                                                  | |
| Saint-Louis                               |               | 193,46 | 311,37 | 193    | Meramec Bottom Road                                                                                | |
| Saint-Louis                               |               | 195,41 | 314,48 | 195    | Butler Hill Road                                                                                   | |
| Saint-Louis                               |               | 196,95 | 316,96 | 196    | I-255 est / I-270 ouest – Chicago, Kansas City                                                     | Sortie direction sud via sortie 197; sortie 1A-B de l'I-255 / I-270; accès à l'Aéroport international Lambert Saint-Louis                                      |
| Saint-Louis                               |               | 197,52 | 317,88 | 197    | US 61 / US 67 / US 50 (Lindbergh Boulevard)                                                        | |
| Saint-Louis                               |               | 199,58 | 321,20 | 199    | Reavis Barracks Road                                                                               | |
| Saint-Louis                               |               | 200,31 | 322,37 | 200    | Union Road                                                                                         | Sortie direction sud, entrée direction nord |
| Saint-Louis                               |               | 201,12 | 323,67 | 201A   | Bayless Avenue                                                                                     | |
| Saint-Louis                               | Saint-Louis   | 201,76 | 324,70 | 201B   | Weber Road                                                                                         | Sortie direction sud, entrée direction nord |
| Saint-Louis                               | Saint-Louis   | 202,23 | 325,46 | 202A   | Carondelet Boulevard, River City Boulevard                                                         | Sortie direction nord, entrée direction sud |
| Saint-Louis                               | Saint-Louis   | 202,31 | 325,58 | 202B   | Germania Avenue                                                                                    | Sortie direction sud, entrée direction nord |
| Saint-Louis                               | Saint-Louis   | 202,99 | 326,68 | 202C   | Loughborough Avenue                                                                                | |
| Saint-Louis                               | Saint-Louis   | 203,88 | 328,11 | 203    | Virginia Avenue, Bates Street                                                                      | |
| Saint-Louis                               | Saint-Louis   | 204,89 | 329,75 | 204    | 4500 South Broadway                                                                                | |
| Saint-Louis                               | Saint-Louis   | 205,53 | 330,76 | 205    | Gasconade Street                                                                                   | Sortie direction sud, entrée direction nord |
| Saint-Louis                               | Saint-Louis   | 206,35 | 332,08 | 206A   | Potomac Street                                                                                     | Sortie direction nord, entrée direction sud |
| Saint-Louis                               | Saint-Louis   | 206,60 | 332,49 | 206B   | 3200 South Broadway                                                                                | Sortie direction nord, entrée direction sud |
| Saint-Louis                               | Saint-Louis   | 206,95 | 333,06 | 206C   | Arsenal Street                                                                                     | |
| Saint-Louis                               | Saint-Louis   | 207,80 | 334,43 | 207A   | US 66 (Gravois Avenue) / Route 30 (en)                                                             | Sortie direction nord, entrée direction sud |
| Saint-Louis                               | Saint-Louis   | 207,84 | 334,48 | 207B   | Truman Parkway                                                                                     | Sortie direction nord, entrée direction sud |
| Saint-Louis                               | Saint-Louis   | 207,98 | 334,72 | 207B   | I-44 ouest – Tulsa                                                                                 | Terminus sud du multiplex avec I-44; sortie 290A de l'I-44 |
| Saint-Louis                               | Saint-Louis   | 208,04 | 334,81 | 290A   | US 66 (Gravois Avenue) / Route 30 (en), 12th Street                                                | Sortie direction sud, entrée direction nord |
| Saint-Louis                               | Saint-Louis   | 208,61 | 335,73 | 290C   | Park Avenue, 7th Street                                                                            | |
| Saint-Louis                               | Saint-Louis   | 209,19 | 336,66 |        | I-44 est vers I-70 ouest – Kansas City, Walnut Street                                              | Terminus nord du multiplex avec I-44; sortie 291A de l'I-44; sortie direction nord, entrée direction sud; accès à l'Aéroport international Lambert Saint-Louis |
| Saint-Louis                               | Saint-Louis   | 209,32 | 336,86 |        | I-64 / US 40 ouest – Saint-Louis                                                                   | Terminus sud du multiplex avec I-64 / US 40; sortie 40B de l'I-64; sortie direction sud, entrée direction nord                                                 |
| Saint-Louis                               | Saint-Louis   | 209,69 | 337,46 |        | I-55 nord / I-64 est / US 40 est vers I-70 est – Illinois                                          | Continue en Illinois |
| - Terminus de multiplex - Accès incomplet |               |        |        |        | | |

### Illinois
| Interstate 55                             |                                     |        |        |        |                                                                                                 | |
| Comté                                     | Municipalité                        | mi     | km     | Sortie | Intersections / Destinations                                                                    | Notes |
| Saint Clair                               | East Saint Louis                    | 0,00   | 0,00   |        | I-55 sud / I-64 ouest / US 40 ouest – Saint-Louis                                               | Continue au Missouri                                                                                          |
| Saint Clair                               | East Saint Louis                    | 0,60   | 0,97   | 1      | IL 3 (en) sud / Great River Road (en) – Cahokia                                                 | Terminus sud du multiplex avec IL 3 / GRR                                                                     |
| Saint Clair                               | East Saint Louis                    | 0,90   | 1,40   | 2A     | Third Street – Eads Bridge, Casino Queen                                                        | Sortie direction sud, entrée direction nord                                                                   |
| Saint Clair                               | East Saint Louis                    | 1,30   | 2,10   | 2B-C   | Martin Luther King Bridge – Centre-ville de Saint-Louis                                         | Pas de sortie direction nord; indiqué sortie 2B (sortie à gauche) et 2C (sortie à droite)                     |
| Saint Clair                               | East Saint Louis                    | 2,67   | 4,30   | 3A     | I-64 est / IL 3 (en) nord (St. Clair Avenue) – Louisville                                       | Terminus nord du multiplex avec I-64 / IL 3; sortie 3A de l'I-64                                              |
| Saint Clair                               | East Saint Louis                    | 2,88   | 4,63   | 3B     | I-70 ouest – Kansas City                                                                        | Terminus sud du multiplex avec I-70; sortie direction sud, entrée direction nord                              |
| Saint Clair                               | East Saint Louis                    | 2,98   | 4,80   | 3C     | Exchange Avenue                                                                                 | Sortie direction sud, entrée direction nord                                                                   |
| Saint Clair                               | Fairmont City                       | 3,99   | 6,42   | 4      | IL 203 (en) (Collinsville Road) – Fairmont City, Granite City, Madison                          | Indiqué sortie 4A (sud) et 4B (nord) en direction sud                                                         |
| Madison                                   | Fairmont City                       | 6,32   | 10,17  | 6      | IL 111 / Great River Road (en) nord – Wood River, Washington Park, Pontoon Beach, Fairmont City | Terminus nord du multiplex avec GRR; accès à Cahokia                                                          |
| Madison                                   | Collinsville                        | 8,84   | 14,23  | 9      | Black Lane                                                                                      | Sortie direction nord, entrée direction sud                                                                   |
| Madison                                   | Collinsville                        | 9,86   | 15,87  | 10     | I-255 – Interstate 270, Memphis                                                                 | Sortie 25 de l'I-255                                                                                          |
| Madison                                   | Collinsville                        | 11,00  | 17,70  | 11     | IL 157 (Bluff Road) – Collinsville, Edwardsville, Glen Carbon                                   | |
| Madison                                   | Maryville                           | 14,55  | 23,42  | 15     | IL 159 (en) – Collinsville, Maryville                                                           | Indiqué sortie 15A (sud) et 15B (nord)                                                                        |
| Madison                                   | Troy                                | 16,91  | 27,21  | 17     | US 40 est – St. Jacob, Highland                                                                 | Terminus nord du multiplex avec US 40                                                                         |
| Madison                                   | Troy                                | 17,91  | 28,82  | 18     | IL 162 (en) – Troy                                                                              | |
| Madison                                   | Pin Oak Township                    | 19,08  | 30,71  | 20A    | I-70 est – Indianapolis                                                                         | Terminus nord du multiplex avec I-70                                                                          |
| Madison                                   | Pin Oak Township                    | 19,32  | 31,09  | 20B    | I-270 ouest – Kansas City                                                                       | Sortie 15 de l'I-270                                                                                          |
| Madison                                   | Edwardsville                        | 22,39  | 36,03  | 23     | IL 143 (en) – Edwardsville, Marine                                                              | |
| Madison                                   | Hamel                               | 29,57  | 47,59  | 30     | IL 140 (en) – Alton, Greenville, Hamel                                                          | |
| Madison                                   | Olive Township                      | 33,15  | 53,35  | 33     | IL 4 (en) – Staunton, Lebanon, Worden                                                           | |
| Madison                                   | Livingston                          | 36,71  | 59,08  | 37     | New Douglas Road / Nicholls Street – Livingston, New Douglas                                    | |
| Macoupin                                  | Staunton Township                   | 40,47  | 65,13  | 41     | Staunton                                                                                        | |
| Macoupin                                  | White City                          | 44,05  | 70,89  | 44     | IL 138 (en) – Mount Olive, Benld, White City                                                    | |
| Montgomery                                | Litchfield                          | 52,35  | 84,25  | 52     | IL 16 (en) – Gillespie, Litchfield, Hillsboro, Mattoon                                          | |
| Montgomery                                | Zanesville Township                 | 59,98  | 96,53  | 60     | IL 108 (en) ouest – Carlinville                                                                 | |
| Montgomery                                | Zanesville Township                 | 63,02  | 101,42 | 63     | IL 48 (en) / IL 127 (en) – Raymond, Taylorville, Hillsboro                                      | |
| Montgomery                                | Bois d'Arc Township                 | 71,51  | 115,08 | 72     | Farmersville, Girard                                                                            | |
| Sangamon                                  | Divernon                            | 80,00  | 128,75 | 80     | Divernon                                                                                        | |
| Sangamon                                  | Divernon Township                   | 81,53  | 131,21 | 82     | IL 104 (en) – Pawnee, Auburn                                                                    | |
| Sangamon                                  | Ball Township                       | 83,35  | 134,14 | 83     | Glenarm                                                                                         | |
| Sangamon                                  | Springfield                         | 88,26  | 142,04 | 88     | East Lake Shore Drive – Chatham                                                                 | |
| Sangamon                                  | Springfield                         | 90,16  | 145,10 | 90     | Toronto Road                                                                                    | |
| Sangamon                                  | Springfield                         | 91,84  | 147,80 | 92A    | I-55 BL nord (Historic US 66 / 6th Street)                                                      | |
| Sangamon                                  | Springfield                         | 92,28  | 148,51 | 92B    | I-72 / US 36 ouest – Jacksonville, Quincy                                                       | Terminus sud du multiplex avec I-72 / US 36                                                                   |
| Sangamon                                  | Springfield                         | 94,42  | 151,95 | 94     | Stevenson Drive / East Lake Shore Drive                                                         | |
| Sangamon                                  | Springfield                         | 96,37  | 155,09 | 96A    | IL 29 (en) sud – Taylorville                                                                    | |
| Sangamon                                  | Springfield                         | 96,37  | 155,09 | 96B    | IL 29 (en) nord (South Grand Avenue)                                                            | |
| Sangamon                                  | Springfield                         | 97,47  | 156,86 | 98A    | I-72 / US 36 est – Decatur, Champaign, Urbana                                                   | Terminus nord du multiplex avec I-72 / US 36                                                                  |
| Sangamon                                  | Springfield                         | 97,47  | 156,86 | 98B    | IL 97 (en) ouest (Clear Lake Avenue)                                                            | |
| Sangamon                                  | Springfield                         | 99,53  | 160,18 | 100    | IL 54 (en) est / Sangamon Avenue – Clinton                                                      | Indiqué sortie 100A (IL 54) et 100B (Sangamon Avenue); dessert l'Aéroport Abraham Lincoln Capital             |
| Sangamon                                  | Sherman                             | 104,50 | 168,18 | 105    | I-55 BL sud / Historic US 66 ouest – Sherman                                                    | Terminus sud du multiplex avec Historic US 66; dessert l'Aéroport Abraham Lincoln Capital                     |
| Sangamon                                  | Williamsville                       | 109,13 | 175,63 | 109    | IL 123 (en) / Historic US 66 ouest – Williamsville, Petersburg                                  | Terminus nord du multiplex avec Historic US 66                                                                |
| Logan                                     | Elkhart                             | 114,56 | 184,37 | 115    | Elkhart                                                                                         | |
| Logan                                     | Broadwell Township                  | 119,42 | 192,19 | 119    | Broadwell                                                                                       | |
| Logan                                     | Broadwell Township                  | 122,51 | 197,16 | 123    | I-55 BL nord (Lincoln Parkway) – Lincoln                                                        | |
| Logan                                     | West Lincoln Township               | 125,78 | 202,42 | 126    | IL 121 (en) sud / IL 10 (en) – Lincoln, Mason City                                              | |
| Logan                                     | West Lincoln Township               | 127,04 | 204,45 | 127    | I-155 nord – Peoria, Hartsburg                                                                  | Sortie 0 de l'I-155                                                                                           |
| Logan                                     | East Lincoln Township               | 132,21 | 212,77 | 133    | I-55 BL sud (Historic US 66) – Lincoln, Lawndale                                                | |
| Logan                                     | Atlanta Township                    | 139,81 | 225,00 | 140    | Atlanta, Lawndale                                                                               | |
| McLean                                    | McLean                              | 144,68 | 232,84 | 145    | US 136 – McLean, Heyworth, Funks Grove                                                          | |
| McLean                                    | Dale Township                       | 153,74 | 247,42 | 154    | Shirley                                                                                         | |
| McLean                                    | Bloomington                         | 156,38 | 251,67 | 157A‑B | I-74 est / US 51 sud – Decatur, Indianapolis I-55 BL nord (Veterans Parkway)                    | Terminus sud du multiplex avec I-74 / US 51; indiqué sortie 157A (I-74 / US 51) et 157B (I-55 BL nord)        |
| McLean                                    | Bloomington                         | 159,69 | 257,00 | 160    | US 150 / IL 9 (en) (Market Street) – Pekin                                                      | |
| McLean                                    | Normal                              | 163,32 | 262,84 | 163    | I-74 ouest – Peoria                                                                             | Terminus nord du multiplex avec I-74; sortie 127 de l'I-74                                                    |
| McLean                                    | Normal                              | 164,48 | 264,70 | 164    | I-39 nord / US 51 nord – Rockford                                                               | Terminus nord du multiplex avec US 51                                                                         |
| McLean                                    | Normal                              | 164,81 | 265,24 | 165    | US 51 Bus. – Bloomington, Normal                                                                | Indiqué sortie 165A (sud) et 165B (nord) en direction nord                                                    |
| McLean                                    | Normal                              | 167,36 | 269,34 | 167    | I-55 BL sud (Veterans Parkway) – Central Illinois Regional Airport                              | |
| McLean                                    | Towanda                             | 170,99 | 275,18 | 171    | Towanda                                                                                         | |
| McLean                                    | Lexington                           | 178,26 | 286,93 | 178    | Lexington                                                                                       | |
| McLean                                    | Chenoa                              | 186,60 | 300,30 | 187    | US 24 – Chenoa, El Paso                                                                         | |
| Livingston                                | Pontiac                             | 196,62 | 316,43 | 197    | IL 116 (en) – Flanagan, Pontiac                                                                 | |
| Livingston                                | Pontiac                             | 200,46 | 322,61 | 201    | IL 23 (en) – Pontiac, Streator                                                                  | |
| Livingston                                | Odell Township                      | 209,03 | 336,40 | 209    | Odell                                                                                           | |
| Livingston                                | Dwight Township                     | 217,02 | 349,26 | 217    | IL 17 (en) (Mazon Avenue) – Streator, Kankakee                                                  | |
| Grundy                                    | Goodfarm Township                   | 219,91 | 353,91 | 220    | IL 47 (en) (Union Street) – Dwight, Morris                                                      | |
| Grundy                                    | Gardner                             | 226,88 | 365,13 | 227    | IL 53 (en) nord – Gardner                                                                       | |
| Limite Grundy–Will                        | Braidwood                           | 233,42 | 375,65 | 233    | Reed Road – Braidwood                                                                           | |
| Will                                      | Limite Braidwood–Diamond            | 235,63 | 379,21 | 236    | IL 113 (en) – Coal City, Kankakee                                                               | |
| Will                                      | Wilmington Township                 | 238,32 | 383,54 | 238    | IL 129 (en) sud – Braidwood, Wilmington                                                         | Sortie et entrée direction nord                                                                               |
| Will                                      | Wilmington Township                 | 240,41 | 386,90 | 240    | Lorenzo Road                                                                                    | |
| Will                                      | Wilmington Township                 | 240,97 | 387,80 | 241    | N. River Road                                                                                   | |
| Will                                      | Channahon Township                  | 243,91 | 392,54 | 244    | Arsenal Road                                                                                    | Chicagoland Speedway                                                                                          |
| Will                                      | Channahon                           | 246,67 | 396,98 | 247    | Bluff Road                                                                                      | |
| Will                                      | Channahon                           | 248,15 | 399,36 | 248    | US 6 (Eames Street) – Joliet, Morris                                                            | |
| Will                                      | Channahon                           | 250,25 | 402,74 | 250    | I-80 – Iowa, Indiana                                                                            | Indiqué sortie 250A (est) et 250B (ouest); sortie 126 de l'I-80                                               |
| Will                                      | Shorewood                           | 251,40 | 404,59 | 251    | IL 59 (en) nord (Cottage Street) – Shorewood, Plainfield                                        | Sortie direction nord, entrée direction sud                                                                   |
| Will                                      | Limite Shorewood–Joliet             | 252,79 | 406,83 | 253    | US 52 (Jefferson Street) – Joliet, Shorewood                                                    | |
| Will                                      | Limite Joliet–Plainfield            | 257,41 | 414,26 | 257    | US 30 / Lincoln Highway (Plainfield Road) – Aurora, Joliet                                      | |
| Will                                      | Plainfield                          | 261,08 | 420,17 | 261    | IL 126 (en) ouest (Main Street) – Plainfield                                                    | Sortie direction sud, entrée direction nord                                                                   |
| Will                                      | Limite Romeoville–Bolingbrook       | 263,43 | 423,95 | 263    | Weber Road                                                                                      | |
| Will                                      | Bolingbrook                         | 267,02 | 429,73 | 267    | IL 53 (en) (Bolingbrook Drive) – Bolingbrook, Romeoville                                        | |
| Limite Will–DuPage                        | Limite Bolingbrook–Woodridge        | 268,73 | 432,48 | 268    | Joliet Road South (Historic US 66 ouest)                                                        | Terminus sud du multiplex avec Historic US 66; sortie direction sud, entrée direction nord                    |
| Limite Will–DuPage                        | Limite Bolingbrook–Woodridge        | 269,34 | 433,46 | 269    | I-355 (Veterans Memorial Tollway) – Banlieues sud-ouest et nord-ouest                           | Sortie 12 de l'I-355                                                                                          |
| DuPage                                    | Darien                              | 270,85 | 435,89 | 271    | Lemont Road                                                                                     | Indiqué sortie 271A (sud) et 271B (nord)                                                                      |
| DuPage                                    | Darien                              | 272,86 | 439,13 | 273    | Cass Avenue                                                                                     | Indiqué sortie 273A (sud) et 273B (nord); accès au Laboratoire national d'Argonne                             |
| DuPage                                    | Limite Willowbrook–Burr Ridge       | 274,50 | 441,76 | 274    | IL 83 (en) (Kingery Highway)                                                                    | |
| Limite DuPage–Cook                        | Burr Ridge                          | 276,33 | 444,71 | 276A-B | County Line Road                                                                                | Indiqué sortie 276A (sud) et 276B (nord)                                                                      |
| Cook                                      | Indian Head Park                    | 276,80 | 445,47 | 276C   | Joliet Road (Historic US 66 est)                                                                | Terminus nord du multiplex avec Historic US 66; sortie direction nord, entrée direction sud                   |
| Cook                                      | Limite Countryside–Indian Head Park | 277,57 | 446,71 | 277    | I-294 (Tri-State Tollway) – Wisconsin, Indiana                                                  | Indiqué sortie 277A (nord) et 277B (sud); pas de sortie en direction sud vers I-294 sud; sortie 23 de l'I-294 |
| Cook                                      | Limite Countryside–Hodgkins         | 278,87 | 448,80 | 279    | US 12 / US 20 / US 45 (La Grange Road) vers I-294 Toll sud                                      | Indiqué sortie 279A (est / sud) et 279B (ouest / nord)                                                        |
| Cook                                      | Summit                              | 282,29 | 454,30 | 282    | IL 171 (en) (1st Avenue)                                                                        | Indiqué sortie 282A (sud) et 282B (nord) en direction nord; accès au Zoo de Brookfield                        |
| Cook                                      | Limite Summit–Forest View           | 283,40 | 456,09 | 283    | IL 43 (en) (Harlem Avenue)                                                                      | |
| Cook                                      | Limite Stickney–Chicago             | 285,57 | 459,58 | 285    | Central Avenue (5600 West)                                                                      | |
| Cook                                      | Chicago                             | 286,67 | 461,35 | 286    | IL 50 (en) (Cicero Avenue, 4800 West) – Aéroport Chicago Midway                                 | |
| Cook                                      | Chicago                             | 287,74 | 463,07 | 287    | Pulaski Road (4000 West)                                                                        | |
| Cook                                      | Chicago                             | 288,83 | 464,83 | 288    | Kedzie Avenue (3200 West)                                                                       | Sortie direction sud, entrée direction nord                                                                   |
| Cook                                      | Chicago                             | 289,37 | 465,70 | 289    | California Avenue (2800 West)                                                                   | Sortie direction nord, entrée direction sud                                                                   |
| Cook                                      | Chicago                             | 290,44 | 467,42 | 290    | Damen Avenue (2000 West) / Ashland Avenue (1600 West)                                           | Ashland Avenue non-indiquée en direction sud                                                                  |
| Cook                                      | Chicago                             | 292,34 | 470,48 | 292    | I-90 / I-94 (Dan Ryan Expressway) – Wisconsin, Indiana                                          | Indiqué sortie 292A (ouest) et 292B (est) en direction nord et 292 (ouest) et 293B (est) en direction sud     |
| Cook                                      | Chicago                             | 292,91 | 471,39 | 293A   | Cermak Road – Chinatown                                                                         | Sortie direction nord, entrée direction sud                                                                   |
| Cook                                      | Chicago                             | 293,13 | 471,75 | 293C   | State Street                                                                                    | Sortie direction sud, entrée direction nord                                                                   |
| Cook                                      | Chicago                             | 293,61 | 472,52 | 293D   | Martin L. King Drive – McCormick Place                                                          | Sortie direction nord, entrée direction sud                                                                   |
| Cook                                      | Chicago                             | 293,88 | 472,95 | —      | US 41 / LMCT (Lakeshore Drive)                                                                  | Terminus nord de l'I-55; les véhicules lourds doivent emprunter la US 41 sud                                  |
| - Terminus de multiplex - Accès incomplet |                                     |        |        |        |                                                                                                 | |

## Autoroutes reliées

### Tennessee
- Interstate 155

### Arkansas
- Interstate 555

### Missouri
- Interstate 155
- Interstate 255

### Illinois
- Interstate 155
- Interstate 255
- Interstate 355